# Колін Тодд
Колін Тодд (англ. Colin Todd, нар. 12 грудня 1948, Честер-ле-Стріт) — англійський футболіст, що грав на позиції захисника. По завершенні ігрової кар'єри — тренер.
Виступав, зокрема, за клуб «Дербі Каунті», а також національну збірну Англії.
Дворазовий чемпіон Англії. Володар Суперкубка Англії з футболу.

## Клубна кар'єра
У дорослому футболі дебютував 1966 року виступами за команду клубу «Сандерленд», в якій провів п'ять сезонів, взявши участь у 173 матчах чемпіонату.
Протягом 1967 року захищав кольори команди клубу «Ванкувер Роял Кенедіанс».
Своєю грою за останню команду привернув увагу представників тренерського штабу клубу «Дербі Каунті», до складу якого приєднався 1971 року. Відіграв за клуб з Дербі наступні сім сезонів своєї ігрової кар'єри. Більшість часу, проведеного у складі «Дербі Каунті», був основним гравцем захисту команди. За цей час двічі виборював титул чемпіона Англії, ставав володарем Суперкубка Англії з футболу.
Згодом з 1978 по 1984 рік грав у складі команд клубів «Евертон», «Бірмінгем Сіті», «Ноттінгем Форест», «Оксфорд Юнайтед» та «Ванкувер Вайткепс».
Завершив професійну ігрову кар'єру у клубі «Лутон Таун», за команду якого виступав протягом 1984 року.

## Виступи за збірну
У 1972 році дебютував в офіційних матчах у складі національної збірної Англії. Протягом кар'єри у національній команді, яка тривала 6 років, провів у формі головної команди країни 27 матчів.

## Кар'єра тренера
Розпочав тренерську кар'єру, повернувшись до футболу після невеликої перерви, 1990 року, очоливши тренерський штаб клубу «Мідлсбро», де пропрацював з 1990 по 1991 рік.
У 1995 році став головним тренером команди «Болтон Вондерерз», тренував клуб з Болтона чотири роки.
Згодом протягом 2001–2002 років очолював тренерський штаб клубу «Дербі Каунті».
Протягом тренерської кар'єри також очолював команди клубів «Свіндон Таун», «Бредфорд Сіті», «Раннерс» та «Дарлінгтон».
2016 року очолював тренерський штаб данського «Есб'єрга».

## Титули і досягнення

### Як гравця
- Чемпіон Англії (2):

«Дербі Каунті»: 1971–1972, 1974–1975
- Володар Суперкубка Англії з футболу (1):

«Дербі Каунті»: 1975

### Особисті
- Футболіст року за версією футболістів ПФА: 1975